# Pamplona (football)
Pour les articles homonymes, voir Pamplona.
Estanislau de Figueiredo Pamplona (né le 24 mars 1904 à Belém et mort le 29 octobre 1973) fut un joueur brésilien de football, plus précisément milieu de terrain.

## Biographie
Il a joué durant sa carrière de milieu de terrain en club dans les équipes de Remo, du Fluminense FC et du Botafogo.
Il participa également à la coupe du monde 1930 en Uruguay avec la Seleçao, sélectionné par l'entraîneur Píndaro de Carvalho, lui-même ancien joueur de l'équipe du Brésil.

## Palmarès

### Club
- championnat Carioca : 3

Botafogo : 1930, 1933, 1934